# قورباغه پوزه‌بیلچه‌ای
قورباغه پوزه‌بیلچه‌ای (نام علمی: Hemisus) نام یک سرده از راسته قورباغه است.